# Roppongi Hills Mori Tower
La Roppongi Hills Mori Tower est un gratte-ciel de Tokyo qui mesure 238,1 m pour 54 étages. On y trouve un musée d'art contemporain, le musée d'Art Mori.